# Смела любов
„Смела любов“ (на испански: Amor bravío) е мексиканска теленовела от 2012 г., режисирана от Лили Гарса и Фернандо Несме, продуцирана от Карлос Морено Лагийо за Телевиса. Сюжетът на теленовелата се базира на две истории - С чиста кръв, създадена от Мария Саратини и En los cuernos del amor, оригинална история от Марта Карийо, Кристина Гарсия и Денис Пфейфер.
В главните роли са Силвия Наваро и Кристиан де ла Фуенте, а в отрицателните - Летисия Калдерон, Сесар Евора, Флавио Медина и Лаура Кармине. Специално участие вземат Мария Сорте, Рене Стриклер и Оливия Бусио.

## Сюжет
Камила Монтерде и Луис дел Олмо са идеалната двойка за да се оженят, но той умира в пътен инцидент. Камила отива да живее в "La Malquerida", ранчо, собственост на чичо ѝ, дон Даниел Монтерде, за да се възстанови от загубата на своя годеник. Там тя се запознава с Алонсо, амбициозен мъж, който, в крайна сметка, ще се ожени под натиска на майка си, Исадора. Исадора е опасна и коварна жена, способна да убива, готова на всичко за да запази социалното си положение. Преди да умре дон Даниел разбира, че наследството му няма да остане за Камила, а за Даниел Диас Акоста, син на дон Даниел, плод на любовта му с чилийка.
Сега целта на Исадора и Алонсо е Даниел никога да не получи наследството си. Ето защо, те изпращат убиец в Чили, където Даниел живее със съпругата си Мириам. По погрешка обаче е убита Мириам, а заподозрян в убийството е Даниел. Поради тази причина, Даниел се озовава несправедливо в затвора.
Въпреки това, Даниел успява да избяга по време на масово бягство, за да замине за "La Malquerida" и да си отмъсти на Камила, накаран да повярва, че тя е виновна за случилото се. С фалшивото име Андрес Дуарте, Даниел заминава, търсейки отмъщение.

## Актьори
Част от актьорския състав:
- Силвия Наваро – Камила Монтерде Сантос
- Кристиан де ла Фуенте – Даниел Диас Акоста / Андрес Дуарте
- Летисия Калдерон – Исадора Гонсалес вдовица де Ласкано
- Сесар Евора – Дионисио Ферер / Ектор Гутиерес
- Рене Стриклер – Мариано Албаран Мендиола
- Флавио Медина – Алонсо Ласкано Гонсалес
- Мария Сорте – Аманда Хименес Улоа
- Хосе Карлос Руис – Отец Балдомеро Лосано
- Хосе Елиас Морено – Леонсио Мартинес
- Оливия Бусио – Агустина Сантос
- Лаура Кармине – Химена Диас Сантос
- Магда Гусман – Рефухио Чавес
- Алекс Сирвент – Рафаел Кинтана
- Флоренсия де Сарачо – Наталия Хименес
- Лисет – Мириам Фаркас де Диас
- Луис Кутуриер – Каетано Албаран
- Алехандро Руис – Отец Анселмо Медрано
- Валентино Ланус – Луис дел Олмо
- Киабет Пениче – Доротеа
- Тина Ромеро – Росарио Санчес
- Марилус Бермудес – Исадора Гонсалес вдовица де Ласкано (млада)

## Премиера
Премиерата на Смела любов е на 5 март 2012 г. по Canal de las Estrellas. Последният 166. епизод е излъчен на 21 октомври 2012 г.

## DVD
Телевиса стартира продажби на теленовелата за домашна употреба в DVD формат.

## Награди и номинации
| Година | Церемония         | Категория                            | Номинация                                      | Резултат   |
| ------ | ----------------- | ------------------------------------ | ---------------------------------------------- | ---------- |
| 2012   | People en Español |                                      |                                                |            |
| 2012   | People en Español | Най-добра теленовела                 | Най-добра теленовела                           | Номинирана |
| 2012   | People en Español | Най-добра актриса                    | Силвия Наваро                                  | Номинирана |
| 2012   | People en Español | Най-добър актьор                     | Кристиан де ла Фуенте                          | Номиниран  |
| 2012   | People en Español | Най-добра актриса в отрицателна роля | Летесия Калдерон                               | Печели     |
| 2012   | People en Español | Най-добър актьор в отрицателна роля  | Сесар Евора                                    | Печели     |
| 2012   | People en Español | Най-добър актьор на втори план       | Рене Стриклер                                  | Номиниран  |
| 2013   | TVyNovelas        | Най-добра теленовела                 | Карлос Морено                                  | Номиниран  |
| 2013   | TVyNovelas        | Най-добър актьор                     | Кристиан де ла Фуенте                          | Номиниран  |
| 2013   | TVyNovelas        | Най-добра актриса в отрицателна роля | Летисия Калдерон                               | Печели     |
| 2013   | TVyNovelas        | Най-добър актьор в отрицателна роля  | Сесар Евора                                    | Номиниран  |
| 2013   | TVyNovelas        | Най-добър пръв актьор                | Хосе Елиас Морено                              | Номиниран  |
| 2013   | TVyNovelas        | Най-добра актриса в поддържаща роля  | Лаура Кармине                                  | Номинирана |
| 2013   | TVyNovelas        | Най-добър актьор в поддържаща роля   | Флавио Медина                                  | Печели     |
| 2013   | TVyNovelas        | Най-добра млада актриса              | Мариана Ван Ранкин                             | Номинирана |
| 2013   | TVyNovelas        | Най-добър млад актьор                | Еди Вилард                                     | Номиниран  |
| 2013   | TVyNovelas        | Най-добра музикална тема             | "Cuando manda el corazón" от Висенте Фернандес | Номиниран  |
| 2013   | TVyNovelas        | Най-добър сценарий или адаптация     | Марта Карийо Кристина Гарсия Денис Пфейфер     | Печелят    |
| 2013   | ACE               | Най-добро женско участие             | Летисия Калдерон                               | Печели     |
| 2013   | ACE               | Най-добро превъплъщение              | Магда Гусман                                   | Печели     |
| 2013   | Juventud          | „Момиче на моите мечти“              | Силвия Наваро                                  | Номинирана |
| 2013   | Juventud          | „Този прекрасният“                   | Кристиан де ла Фуенте                          | Номиниран  |
| 2013   | Juventud          | Музикална тема на теленовела         | "Cuando manda el corazón" от Висенте Фернандес | Номиниран  |

Награди Златна теленовела
| Година | Категория                      | Номиниран             | Резултат |
| ------ | ------------------------------ | --------------------- | -------- |
| 2012   | Най-добър актьор в главна роля | Кристиан де ла Фуенте | Печели   |

## Саундтрак
1. Cuando manda el corazón – Висенте Фернандес
2. Tan sólo pido – Samo
3. Jamás abandoné – Лаура Паузини
4. Te digo adiós – Лаура Паузини
5. Divina tú – Карлос Масиас
6. Mil vidas (Te amaré Camila) – Карлос Масиас
7. Mil vidas – Карлос Масиас (дует с Фернанда Кастийо)
8. Tu perfume – Карлос Масиас
9. Tu mirar – Карлос Масиас
10. Olvidarte jamás – Карлос Масиас
11. Te odio – Софи Майен
12. Amando sin Amar – Хуан Пабло Мансанеро
13. Querido corazón – Хуан Соло
14. Si te marchas – Мерче
15. Todo no es amor – Мерче
16. El hombre más hermoso – Але Рохас
17. Algo de ti – Давид Кавасос
18. Qué no daría – Давид Кавасос
19. Volver a creer – Silikon
20. Quisiera – Silikon
21. Quererte me hace bien – La Original Banda El Limón
22. Adoro – Давид Бисбал
23. 11:11 – Томи Торес

## Версии
- С чиста кръв (1985), продуцирана от Ернесто Алонсо, с участието на Кристиан Бах и Умберто Сурита.
- Златна клетка (1997), продуцирана от Хосе Рендон, с участието на Едит Гонсалес и Саул Лисасо.